# 江北镇
江北镇，是中华人民共和国四川省泸州市江阳区下辖的一个乡镇级行政单位。

## 行政区划
江北镇下辖以下地区：
江北社区、石渔村、晏坪村、下坝村、金钩村、满池村、牟坝村、先锋村、岱宗村、干坝村、马观村、福海村、沙溪村和沙坎村。